# Église Saint-Nicolas de Donje Dragovlje
Pour les articles homonymes, voir Église Saint-Nicolas.
L'église Saint-Nicolas de Donje Dragovlje (en serbe cyrillique : Црква Св. Николе у Доњем Драговљу ; en serbe latin : Crkva Sv. Nikole u Donjem Dragovlju) est une église orthodoxe serbe qui se trouve à Donje Dragovlje, dans la municipalité de Gadžin Han et dans le district de Nišava, en Serbie. Elle est inscrite sur la liste des monuments culturels protégés de la république de Serbie (identifiant no SK 303),.

## Présentation
L'église, située dans la région du Zaplanje, a été construite dans la seconde moitié du XVIIe siècle,.
Elle se présente comme un édifice allongé constitué d'une nef unique prolongée par une abside octogonale à l'extérieur et précédée d'un narthex sur le côté ouest. À un certain moment, le mur ouest de la nef a été démoli ; il en reste des vestiges qui prennent la forme de pilastres voûtés. La nef est surmontée d'une voûte en berceau et couverte d'un toit à pignon, tandis que la demi-calotte de l'abside est recouverte de dalles de pierre. Sous le toit se trouve une corniche en pierre surmontant une frise dite « en dent » (en serbe : na zub) constituée de briques.
L'intérieur de l'église abrite un ensemble de fresques du XVIIe siècle réalisées à la détrempe et à l'huile sur une base de mortier de chaux ; ces fresques ont été retouchées à l'huile en 1868. Parmi les peintures anciennes, figurent des représentations en pied de saint Sava, de Saint Zosime communiant avec Marie l'Égyptienne, puis les Saints guerriers, surmontés de médaillons avec des saints. Sur le mur est se trouvent La Mère de Dieu plus large que les cieux, la Communion des Apôtres, l'Adoration du Christ-Agneau et dans la proscomidie, une Imago pietatis.